# Zak Kostopoulos

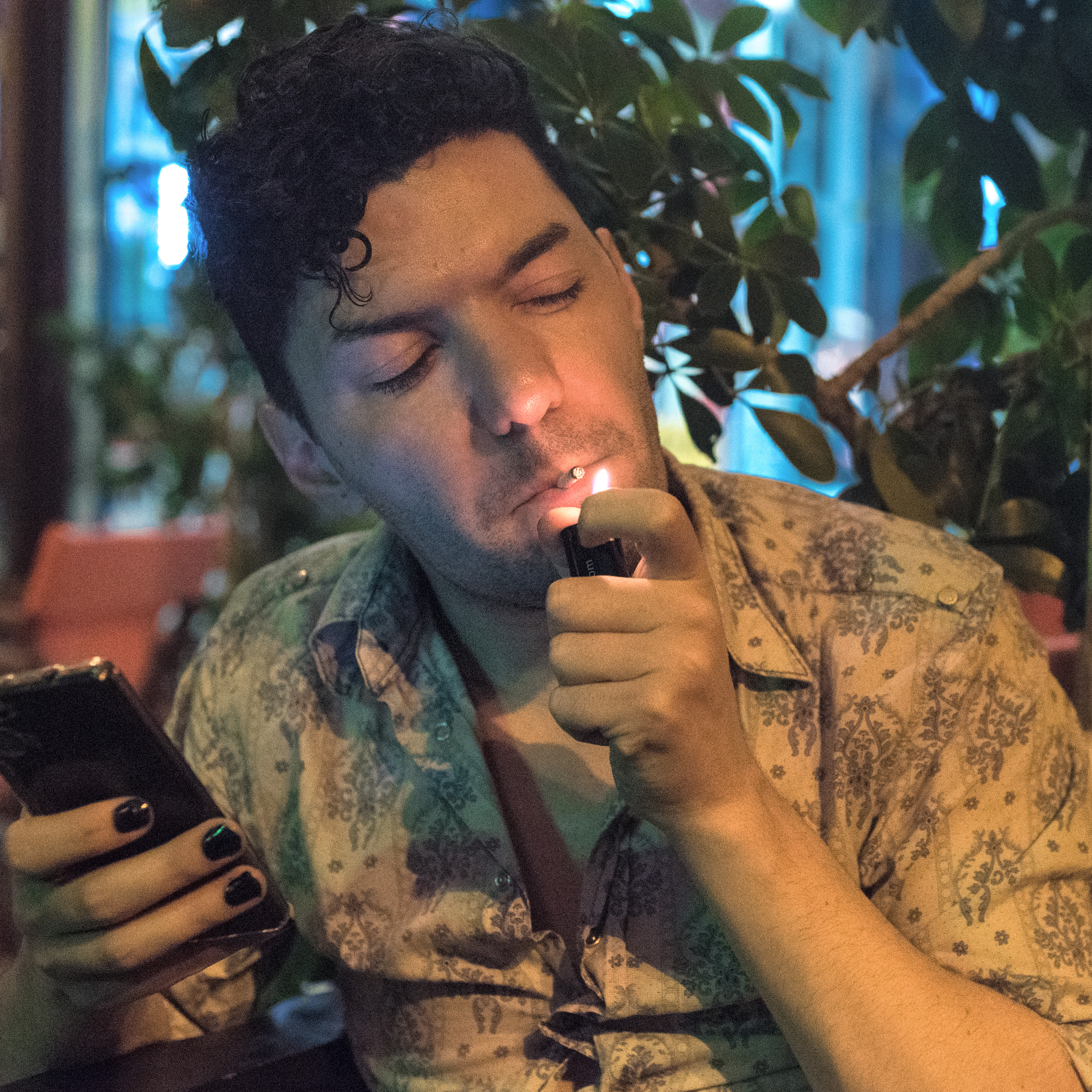
Zak Kostopoulos in Athen 2017

Zacharias „Zak“ Kostopoulos (griechisch Ζαχαρίας «Ζακ» Κωστόπουλος, geb. 22. August 1985; gest. 21. September 2018 in Athen) war ein griechisch-amerikanischer Menschenrechtsaktivist, der sich für die Rechte von LGBT-Personen, HIV-positiven Personen, Sexarbeitenden und Geflüchteten einsetzte. Unter dem Namen Zackie Oh trat er als Drag-Performer auf. 2018 wurde er in der Nähe des Omonoia-Platz in Athen auf offener Straße getötet. Zusammengeschlagen von Zivilisten und anschließend von der Polizei, starb er noch auf dem Wegs ins Spital. Zwei Männer wurden seines Todes schuldig gesprochen. Er gilt in der griechischen LGBT-Community als Symbolfigur und nach seinem Tod fanden Gedenkveranstaltungen und Ehrungen ihm zuliebe statt.

## Leben und Karriere
Kostopoulos wurde 1985 in den Vereinigten Staaten in eine griechische Familie geboren. Die Familie war nach Griechenland migriert, als Kostopoulos sieben Jahre alt gewesen war. Kostopoulos ging als junger Mann ins Ausland und kehrte anschließend nach Griechenland zurück. Er studierte Schauspiel und Marketing.
In den Athener Stadtwahlen im Jahr 2014 stellte sich Kostopoulos für die Wahlliste Initiative für ein Neues und Ökologisches Athen (Πρωτοβουλία για μια Νέα και Οικολογική Αθήνα (Π.Ν.ΟΙΚ.Α)) zur Wahl auf, verlor jedoch.
Kostopoulos war selbst HIV-positiv und arbeitete für besseren Zugang zu sexueller Gesundheit. Er arbeitete beim Athens Check Point, leistete Freiwilligenarbeit bei Positive Voice, einer Vereinigung für HIV-positive Personen in Griechenland, und verfasste Artikel für Online-Publikationen und Zeitungen.
Er war in der queeren Community Athens aktiv. So war er Vorsteher der Homosexual and Lesbian Community of Greece (OLKE). Er trat in Drag-Performances unter dem Namen „Zackie Oh“ auf. 2017 performte er zum Lied Disco Inferno während der Athens Pride.

## Tod
Kostopoulos wurde am 21. September 2018 im Zentrum von Athen getötet und in seiner Geburtsstadt Kirra begraben.
Kostopoulos betrat ein Juweliergeschäft in der Odos Gladstonos (Οδός Γλάδστωνος ‚Gladston-Straße‘), die genauen Umstände, weswegen er das Geschäft betrat, sind ungeklärt. Der LGBT-Aktivist Grigoris Vallianatos sagt, dass er den Laden betrat, um einer Auseinandersetzung auf der Straße zu entkommen. Videos des Geschehens zeigen Kostopoulos, wie er unbewaffnet aus dem Geschäft zu entkommen versucht, während er vom Ladenbesitzer und einem weiteren Mann, einem Makler und hochansässigen Politiker der rechtsextremen Partei Ethniko Metopo, angegriffen wird. Nachdem ein Fenster vom Besitzer zerschlagen wurde, kriecht Kostopoulos heraus, wird mit Kicks am Kopf getroffen und fällt zu Boden. Als die Polizei schließlich hinzukommt, nimmt diese ihn trotz seiner Verletzungen fest und legt ihm Handschellen an. Auch die Polizei schlägt ihn und er stirbt auf dem Weg ins Spital. Der Augenzeuge Philippos Karagiorgis beschrieb die Tat als „Lynchmord“ und kritisierte Beobachtende dafür, „zuzuschauen, als wäre es ein Film“, anstatt einzugreifen.
Die Polizei begann erst verspätet mit der Festnahme der Verdächtigen sowie dem Verhör von Augenzeugen und dem Sicherstellen des Tatortes. Ersten Medienberichten zufolge sei Kostopoulos drogensüchtig gewesen und habe deshalb das Juweliergeschäft überfallen. Mittels forensischer Untersuchung konnte jedoch festgestellt werden, dass er keine Drogen zu sich genommen hatte. Der Gerichtsmediziner konnte feststellen, dass er an diversen Verletzungen, insbesondere Kopfverletzungen, gestorben war. Seine Familie beauftragte das britische Forschungsinstitut Forensic Architecture mit den Nachforschungen zu seinem Tod. Forensic Architecture fand heraus, dass die Polizei zwölf Kameras übersehen hatten, welche das Geschehen gefilmt hatten und einen darauf festgehaltenen Augenzeugen nicht interviewten. Aufgrund der Befunde von Forensic Architecture wurde die Untersuchung 2019 erneut aufgegriffen.
Sechs Personen wurden aufgrund tödlicher Körperverletzung verurteilt, darunter vier Polizeibeamte, der Ladenbesitzer und ein weiterer Mann, der gefilmt wurde, wie er Kostopoulos verprügelte. Kostopoulos' Familie verlangte eine Urteilssprechung als Mord. Aufgrund der COVID-19 Pandemie in Griechenland zog sich das Urteil, welches auf Anfang Oktober 2020 angesetzt war und vom leitenden Richter Giorgos Kassimis als „historisch“ beschrieben wurde. Schließlich begann die Urteilssprechung am 21. Oktober 2021. Am 3. Mai 2022 wurden zwei Männer schuldig gesprochen, die vier Polizeibeamten wurden für nicht schuldig befunden.

## Wirkung und Nachleben
In den Jahren 2018, 2019, und 2021 organisierten Aktivisten Gedenkveranstaltungen, um Kostopoulos' Tod zu gedenken und zur Verurteilung seiner Täter aufzurufen. Der Slogan „Zackie lebt, Nazis kaputthauen“ wurde an Veranstaltungen im ganzen Land verbreitet.
Im Jahr 2019 schlug Nasos Iliopoulos, der Vorstehende der Syriza-Partei vor, die Odos Gladstonos in Odos Zak Kostopoulou (Οδός Ζακ Κωστόπουλου ‚Zak-Kostopoulos-Straße‘) umzubenennen. Der Bürgermeister von Athen, Kostas Bakoyannis, schlug stattdessen ein Monument gegen Intoleranz, Rassismus und Hass vor, für welches eine Mehrheit stimmte.
Im Jahr 2021 benannte ein Forscher an der Aristoteles-Universität von Thessaloniki eine neu entdeckte Spezies an Cyanobacterien, die Iphianassa zackieohae, nach Kostopoulos.